# Macaranga fragrans
Macaranga fragrans är en törelväxtart som beskrevs av Lily May Perry. Macaranga fragrans ingår i släktet Macaranga och familjen törelväxter. Inga underarter finns listade i Catalogue of Life.